# Mickey Mouse (série télévisée d'animation)
La Maison de Mickey Mickey et ses amis : Top Départ !
Mickey Mouse est une série télévisée créée par Paul Rudish et diffusée entre le 28 juin 2013 au 20 juillet 2019 sur Disney Channel aux États-Unis, puis le 19 septembre 2013 au 3 mars 2020 sur Disney Channel et Disney Cinema en France. La série met en scène les personnages classiques de l'univers Disney, tels que Mickey, Minnie, Donald, Dingo et Daisy, dans des contextes internationaux (Paris, Venise, New York, Tokyo…). Elle reprend le thème burlesque des courts-métrages produits entre 1928 et 1953, tout en y ajoutant une touche de modernité, notamment grâce à l'utilisation de l'animation flash.
Mickey réapparaît après plusieurs années d'absence dans un film en animation traditionnelle, le dernier étant Mickey perd la tête (1995),.
Le 14 septembre 2020, une suite a été annoncée sous le nom de Le Monde Merveilleux de Mickey et qu'elle serait présentée en exclusivité sur Disney+, avec de nouveaux courts métrages diffusés à partir du 18 novembre 2020 pour coïncider avec le 92e anniversaire de Mickey,.

## Historique
Aux États-Unis, le premier épisode à avoir été présenté est Croissant de triomphe le 12 mars 2013, exclusivement sur Disney.com, puis l'ensemble des autres épisodes ont commencé à être diffusé le 28 juin 2013 sur Disney Channel. En France, le premier épisode a été diffusé le 13 mars 2013 par Walt Disney Animation Studios, où il avait alors été annoncé que ce serait le premier épisode d'une série de 20 courts-métrages,. Après leur diffusion, les épisodes peuvent être visionné sur le site Disney.com. le 23 avril 2013, Walt Disney Animation Studio diffuse sur internet À cheval !, un court-métrage mettant en scène Mickey Mouse dans le style des années. La première saison compte 18 épisodes et la seconde 19 épisodes dont la diffusion a commencé le 11 avril 2014 aux États-Unis. La diffusion de la troisième saison a commencé le 17 juin 2015 aux États-Unis.
En mars 2014, 100 millions de téléspectateurs ont vu la série aux États-Unis, qui est diffusée dans 160 pays. En juin 2014, la série est traduite en 34 langues et atteint 135 millions de téléspectateurs dans le monde entier.

## Fiche technique
- Titre : Mickey Mouse
- Réalisation : Paul Rudish, (directeur superviseur) Aaron Springer, Clay Morrow, Alonso Ramirez Ramos, Eddie Trigeros, David Wesson, Dave Thomas, Clay Morrow, Heiko Von Drengenberg, William Reiss et Chris Savino
- Scénario : Darrick Bachman, Paul Rudish, Alonso Ramirez Ramos, Aaron Springer, David Wasson, Dave Thomas, Eddie Trigeros, Clay Morrow, Cindy Morrow, Riccardo Durante, Derek Dressler, William Reiss, Heiko Von Drengenberg, Chris Savino, Mark Ackland, Mike Bell, Matt Chapman, Joe Pitt, Richard Pursel, Andy Suriano, Aliki Theofilipoulos, Craig Lewis et Robin Kingsland
- Storyboard : Alonso Ramirez Ramos, Heiko Von Drengenberg, Aaron Springer, Dave Wasson, Eddie Trigeros, Clay Morrow et William Reiss
- Animation : Graham McDonald (directeur de l’animation)
- Compositeur : Christopher Willis [13]
- Production : Paul Rudish
- Société de production : Walt Disney Animation Studios
- Société de distribution : Disney Channel
- Pays :  États-Unis
- Langue : anglais
- Durée : 3 min
- Date de première diffusion :  États-Unis : 12 mars 2013

## Personnages
- Mickey Mouse : Souris noire courte et élancée, visage crème (parfois blanc), queue noire, nez noir, short en tissu de coton rouge avec deux boutons ovales horizontalement à l'avant et à l'arrière, chaussures jaunes, gants blancs avec trois fentes dans chaque gant.
- Minnie Mouse : Souris noire courte et élancée, visage crème, jupe rouge à pois blancs, grand chapeau rouge sur la tête, culotte courte blanche, escarpins jaunes, gants blancs.
- Donald Duck : Canard élancé, plumes blanches, yeux noirs, sclères bleu clair, costume de marin bleu avec quelques boutons blanches et doublure blanches autour du col et au bout des manches, nœud papillon rouge, chapeau bleu avec pompon et bord noir, bec orange et pattes palmées.
- Daisy Duck : Cane élancée, plumes blanches, yeux noirs, sclères bleu clair, longs cils, fard à paupières lavande, nœud rose sur la tête, chemisier rose, escarpins violets, queue-de-cheval, bec orange et pattes palmées.
- Professeur Von Drake : Canard mince, personne âgée, à moitié chauve, cheveux gris, épais sourcils gris, bec et pieds orange, plumes blanches, quelques poils fins sur la tête, pardessus, gilet, cravate noire, chemise et poignets blancs, lunettes avec un chaînette attachée à son pardessus.
- Riri, Fifi et Loulou : Canard élancé, plumes |blanches, yeux noirs, sclères bleu clair, Riri en rouge, Fifi en bleu et Loulou en vert, bec orange et pattes palmées.
- Dingo : Grand chien noir élancé, dégingandé, museau crème, quelques paires de moustaches, quelques dents de devant, 3 poils fins sur la tête, longues oreilles, nez noir, gilet marron foncé, chapeau vert fedora en os de moelle avec une bande noire, pantalon bleu, longues chaussures marrons, gants blancs.
- Clarabelle : Vache noire grande et élancée, nez et museau crème, cornes, gants d'opéra blancs.
- Pat Hibulaire : Chat noir obèse, museau rasé crème, gants d'opéra blancs, patte (parfois), salopette bleue à une sangle, chaussures marrons.
- Pluto : Limier élancé, fourrure dorée, nez noir et longues oreilles, col rouge, longue queue noire.

## Distribution

### Voix originales
- Chris Diamantopoulos : Mickey Mouse[14]
- Russi Taylor : Minnie Mouse[15] / Riri, Fifi et Loulou
- Bill Farmer : Dingo[16] / Pluto
- Tony Anselmo : Donald Duck
- Tress MacNeille : Daisy Duck / Tic
- Jim Cummings : Pat Hibulaire
- Corey Burton : Ludwig Von Drake[17] / Tac
- Alan Young puis John Kassir : Balthazar Picsou[18]
- April Winchell : Clarabelle Cow
- Dee Bradley Baker: Globule

### Voix françaises
- Laurent Pasquier : Mickey Mouse
- Sylvain Caruso : Donald Duck[19] / Pluto
- Emmanuel Curtil : Dingo[19]
- Marie-Charlotte Leclaire : Minnie Mouse[19]
- Sybille Tureau : Daisy Duck[19]
- Alain Dorval : Pat Hibulaire[20]
- Jean-Claude Donda : Ludwig Von Drake / Balthazar Picsou [21]
- Évelyne Grandjean : Clarabelle Cow
- Cédric Dumond : Mortimer Mouse
- Antoine Tomé, Marion Séclin, Marc Séclin, Grégory Quidel : voix additionnelles

## Panorama des épisodes
| Saison | Saison | Nombre d'épisodes | Diffusion originale sur Disney Channel | Diffusion originale sur Disney Channel | Diffusion française | Diffusion française |
| ------ | ------ | ----------------- | -------------------------------------- | -------------------------------------- | ------------------- | ------------------- |
| Saison | Saison | Nombre d'épisodes | Début de saison                        | Fin de saison                          | Début de saison     | Fin de saison       |
|        | 1      | 18                | 28 juin 2013                           | 7 mars 2014                            | 19 septembre 2013   | 9 juin 2014         |
|        | 2      | 19                | 11 avril 2014                          | 9 juin 2015                            | 21 octobre 2014     | 7 septembre 2015    |
|        | 3      | 20                | 17 juillet 2015                        | 29 juillet 2016                        | 30 novembre 2015    | 26 novembre 2016    |
|        | 4      | 19                | 9 juin 2017                            | 14 juillet 2018                        | 4 décembre 2017     | 16 décembre 2018    |
|        | 5      | 18                | 6 octobre 2018                         | 20 juillet 2019                        | 18 novembre 2018    | 3 mars 2020         |

### Première saison (2013-2014)
1. Pique-nique à la plage
2. L'Alpiniste
3. Croissant de triomphe
4. Un hot-dog à New York
5. Une journée à Tokyo
6. Coup de chaleur
7. De l'eau !
8. Souris, panda
9. Au pied, les oreilles
10. Un zombie dingo
11. Concours canin
12. Mickey à Venise
13. Pomme-de-terre-land
14. Une nuit agitée
15. Bobo à la papatte
16. Poids lourd contre poids souris
17. Dingo tient la chandelle
18. Le Couple adorable

### Deuxième saison (2014-2015)
1. Panique dans le tramway
2. L'Incendie
3. Le Parfum de Minnie
4. Le Match de football
5. L'Œuf mystérieux
6. La Visite
7. Capitaine Donald
8. Mickey en Inde
9. La Chaudière hantée
10. Promenade dans l'espace
11. Mickey et le Singe
12. Des tulipes pour Minnie
13. Le Coup de foudre de Dingo
14. Biscuits et Surpoids
15. L'Entretien d'embauche
16. Mickey voit rouge
17. La Course à la limonade
18. Une fleur pour Minnie
19. Les As du rodéo

### Troisième saison (2015-2016)
La saison 3 est diffusée à partir du 17 juillet 2015 sur Disney Channel aux États-Unis.
1. Les Collerettes
2. L'Homme-orchestre
3. Le Puits à souhaits
4. Soirée Cinéma
5. Tous à l'eau
6. En noir et blanc
7. Joyeux anniversaire et hauts les mains[22]
8. Les Merveilles des profondeurs
9. Mickey et les Motards
10. Il faut savoir dire non
11. Comme autrefois
12. Une nuit à Moscou
13. Le Pull des amoureux
14. Les Délices turcs
15. Le Mystère des chaussettes perdues
16. La Mélodie des îles
17. Pris au piège
18. Une table pour trois
19. Deux en un
20. De l'esprit sportif entre athlètes

### Quatrième saison (2017-2018)
1. Le Plan d'eau
2. Recyclage et autres soucis
3. Rencontre sportive
4. Ensemble pour toujours
5. Abeille et toile de maître
6. La Croisière des amoureux
7. La Course à trois pattes
8. Les Merveilles de la nature
9. La Chanson d'anniversaire
10. Le Plus Beau des rêves
11. À table, les oiseaux
12. Carnaval
13. L'Année du chien
14. Les Bonnes Manières
15. L'Échange de corps
16. Le Printemps
17. Sept ans de malheur
18. Opération sauvetage
19. Le Film

### Cinquième saison (2018-2019)
1. Un amour de scooter
2. Le Meilleur Méchant
3. Les Peintres en bâtiment
4. Surprise !
5. Un chapeau pour Mickey
6. Le Safari fabuleux
7. Pour qui sonne le péage
8. Voyage temporel
9. Mon petit jardin
10. Toi, moi... et Fifi
11. Effet Boomerang !
12. Notre Mélodie du Bonheur
13. A la lueur de la lune
14. La belle vie
15. Tricher n'est pas jouer
16. Le marché flottant
17. En mille morceaux !
18. Ton Amour me Transporte !

### Épisodes spéciaux
- Joyeux Noël, Mickey et Donald (2016)
- L'Épouvantable Halloween de Mickey (2017)

## Autour de la série
L'attraction "Mickey & Minnie's Runaway Railway" du parc Disney's Hollywood Studios à Walt Disney World en Floride est basée sur les cartoons de la nouvelle génération de Mickey et Minnie. Le visiteur est plongé dans leur univers coloré et est invité à vivre une aventure inédite.